# AGM-80 Viper
Viper AGM-80A ist die Bezeichnung einer US-amerikanischen Luft-Boden-Rakete mit Infrarot-Suchkopf. Die Startmasse der Viper AGM-80A beträgt 80 kg, der Durchmesser 0,15 m, die Länge 2,71 m, die Flossenspannweite 0,46 m und die maximale Flugweite 20 km. Die Viper AGM-80A wurde Ende der 1960er-Jahre entwickelt. Im Jahr 1974 wurde das Programm eingestellt.